# Ceramika Tubądzin
Tubądzin – jeden z największych producentów płytek ceramicznych w Polsce. Firmę założyli w 1983 roku w Bartochowie dwaj polscy przedsiębiorcy – Andrzej Wodzyński i Zygmunt Kaźmierski. Obecnie eksportuje towar do 30 krajów na całym świecie, a swoje linie produkcyjne ma w Tubądzinie i Ozorkowie, centrum logistyczne zaś – w Cedrowicach. W październiku 2016 roku jest planowane otwarcie kolejnej fabryki, tym razem w Sieradzu. Grupa Tubądzin zatrudnia ponad 1000 osób. Do współpracy byli zapraszani znani projektanci i designerzy m.in. Maciej Zień i Dorota Koziara.
Grupa Tubądzin jest związana z województwem łódzkim, w którym, w miejscowości Bartochów, w 1983 roku powstała pierwsza siedziba firmy. Po pięciu latach, w 1988 roku została wybudowana pierwsza fabryka płytek ceramicznych w Tubądzinie nieopodal Sieradza. To właśnie od tej miejscowości wzięła nazwę cała grupa. W 1994 roku po otrzymaniu 2,5 mln dolarów kredytu z Banku Światowego otworzono nowoczesną linię produkcyjną wykorzystującą technologię monoporosy (jednokrotnego wypału). Z dwunastu kredytów udzielonych przez Bank Światowy podmiotom gospodarczym w tym okresie jedynie trzy zostały w pełni wykorzystane. Dwa lata później ze względu na rosnące wymagania konsumentów Tubądzin powołał do życia laboratorium, pracujące nad udoskonaleniem procesu technologicznego.
W 2000 roku w Ozorkowie powstał kolejny zakład – jeden z najnowocześniejszych w Europie. Po przejęciu niemieckiej marki Korzilius Grupa Tubądzin rozszerzyła swoje portfolio produktowe o płytki elewacyjne i klinkierowe. W roku 2008 uruchomiono pierwsze w branży centrum logistyczne w Cedrowicach. W 2021 roku nastąpiła modernizacja zakładu w Ozorkowie, która umożliwiła redukcję zużycia paliw energetycznych (gazu ziemnego) i energii elektrycznej i w konsekwencji ograniczenie emisji CO2.
Tubądzin chętnie wchodzi w relacje biznesowe z sektorem naukowym. Akademia Sztuk Pięknych im. Władysława Strzemińskiego w Łodzi, Akademia Górniczo-Hutnicza w Krakowie, Politechnika Łódzka czy warszawski Instytut Ceramiki i Materiałów Budowlanych to najważniejsze ośrodki, z którymi Grupa Tubądzin współpracowała do tej pory.

## Nagrody i wyróżnienia
- Firma Roku przyznawana przez Polski Klub Biznesu (lata 2000 i 2005)[2]
- Firma Dwudziestolecia (2010)[2]
- Społeczne Oblicze Biznesu (2011)[2]
- Honorowa Nagroda Heros Polskiej Gospodarki (2013)[2]
- Godło Teraz Polska (2015)[2]
- Medal Europejski przyznawany przez Business Center Club i MSZ (2015)[2]
- Progress – Perły Innowacji przyznawany przez Ministerstwo Gospodarki (2015)[2]

## Proces technologiczny produkcji płytek
Proces technologiczny płytek praktykowany przez Grupę Tubądzin dzieli się na dwa etapy:
- przygotowania surowców do produkcji płytek
- produkcji płytek

### Przygotowanie surowców do produkcji płytek
Pierwszy krok to dozowanie surowców. Kompozycja masy ceramicznej jest przygotowywana ze specjalnie dobranych składników. Później następuje proces mielenia, który odbywa się na mokro – z dodatkiem ok. 30% wody. Zmieloną masę lejną gromadzi się w uśredniających zbiornikach podziemnych, po czym kieruje się ją na baterię sit rewersyjnych. Proces mielenia jest zakończony suszeniem rozpyłowym w celu uzyskania odpowiedniego granulatu ceramicznego.

### Produkcja płytek
Płytki produkuje się z granulatu ceramicznego – pierwszym krokiem jest poddanie granulatu prasowaniu, aby wyeliminować nawet pęcherzyki powietrza. Prasy hydrauliczne pracują, wytwarzając ciśnienie od 25 do 300 kg/cm² i nacisk tłoka ok. 900–1500 ton. Sprasowane płytki są następnie suszone w suszarniach, aby pozbyć się pozostałości wilgoci. Kolejnym bardzo ważnym krokiem jest szkliwienie i zdobienie płytek. Szkliwo podkładowe (angoba) oraz szkliwo właściwe nakłada się na płytki za pomocą polewaczek dzwonowych. Po odparowaniu wody z płytek następuje ich zdobienie przez sitodruk płaski albo obrotowy (rotocolor) lub przy użyciu nowoczesnych technologii zadruku cyfrowego. Płytki w dalszej kolejności są magazynowane w specjalnych boksach, co umożliwia przeprowadzenie prac konserwatorskich, a także związanych ze zmianami wzorów i szkliw. Po magazynowaniu konieczne jest ponowne suszenie płytek. Ostatecznie wysuszone płytki są poddawane procesowi wypalania w piecach rolkowych. To bez wątpienia najważniejszy proces w całym ciągu technologicznym, ponieważ płytki zyskują wówczas ostateczne właściwości użytkowe i estetyczne. Trwa on od 30 do 90 minut, podczas których palniki gazowe wytwarzają nawet 1250 °C.
Wypalanie składa się z następujących faz, podczas których temperatura stopniowo wzrasta:
- suszenie płytek,
- przemiany kwarcowe,
- spalenie części organicznych,
- rozkład węglowodanów,
- dalsze przemiany kwarcowe, dekompozycja glin (czyli utrata wody chemicznie związanej).\

Częścią procesu wypalania jest także chłodzenie. Od tego momentu temperatura spada aż do uzyskania temperatury otoczenia.
Bezpośrednio po wypalaniu płytki są sortowane, pakowane i przekazywane do magazynu – tam czekają gotowe do sprzedaży.

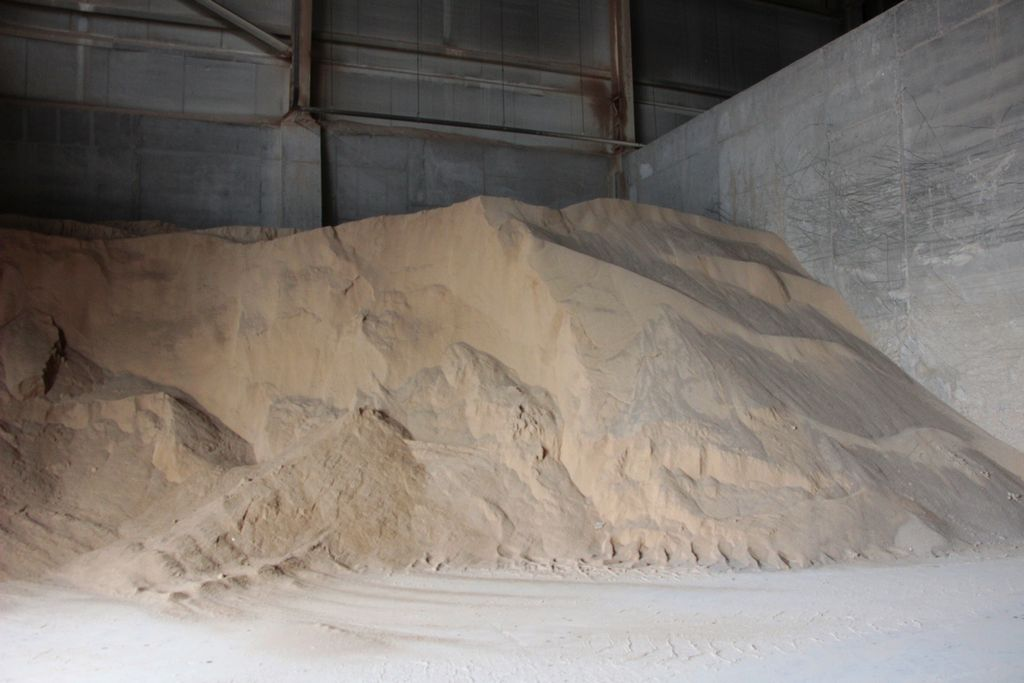
Tubądzin 1-Ozorków
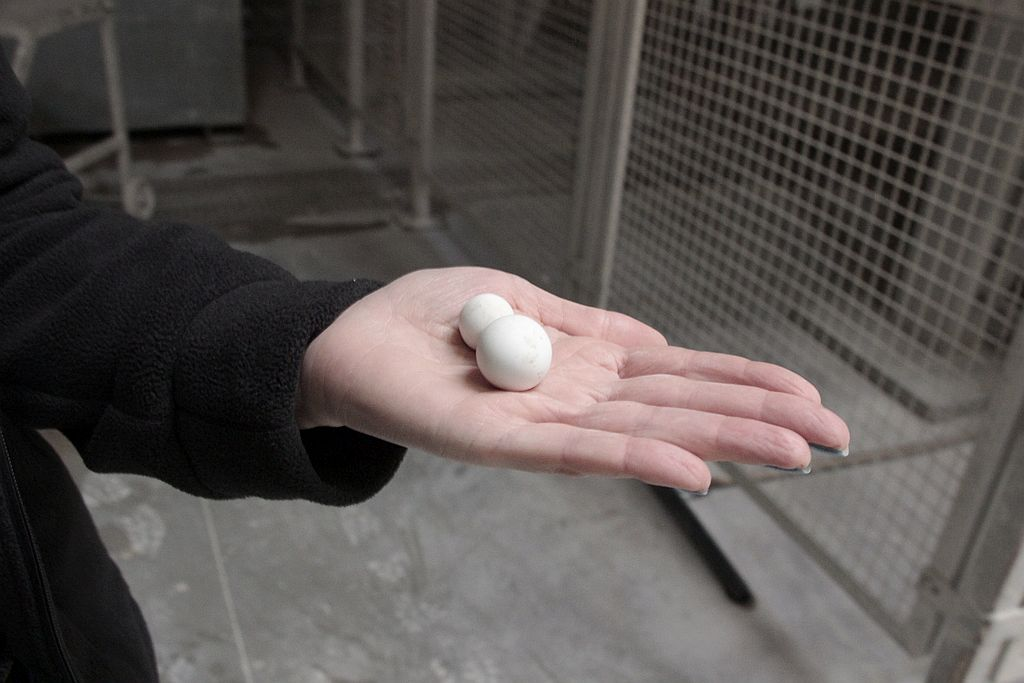
Tubądzin2-Ozorków
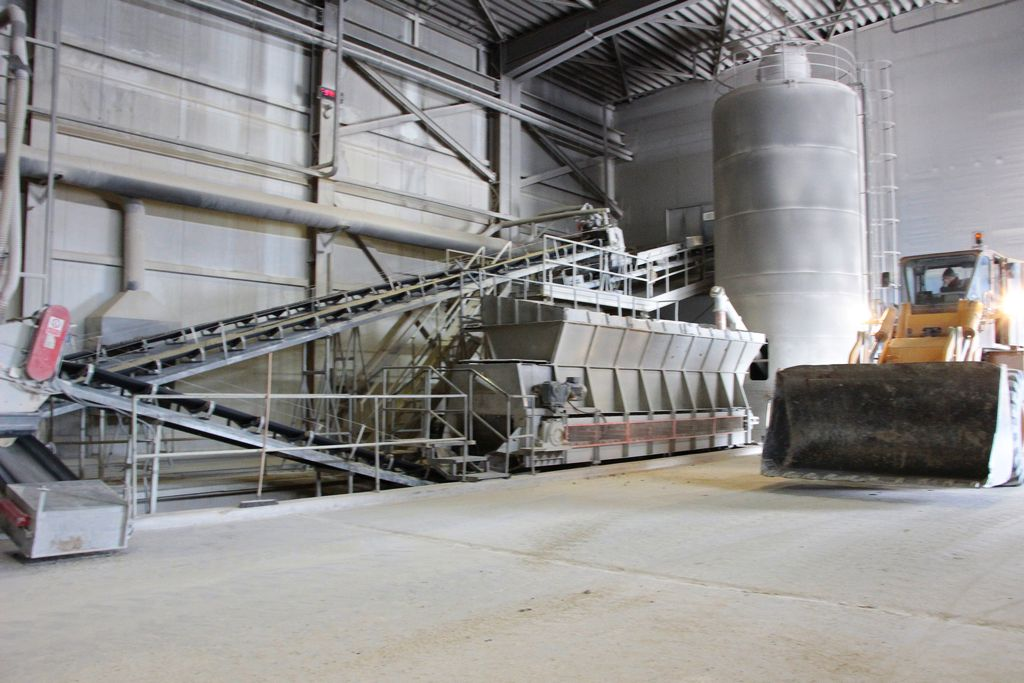
Tubądzin3-Ozorków
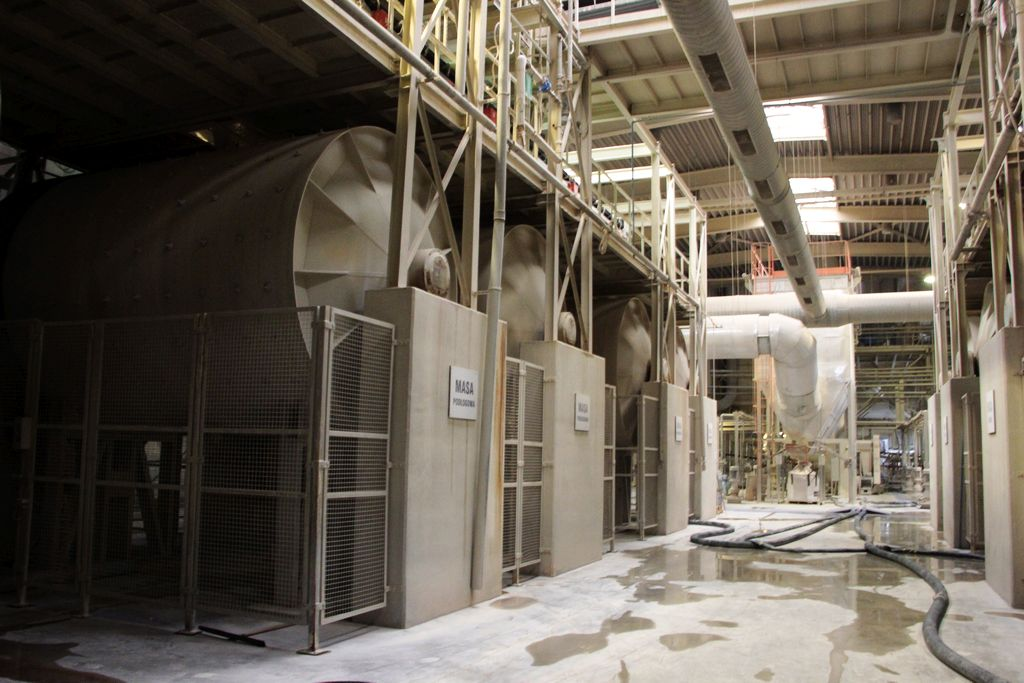
Tubądzin4-Ozorków
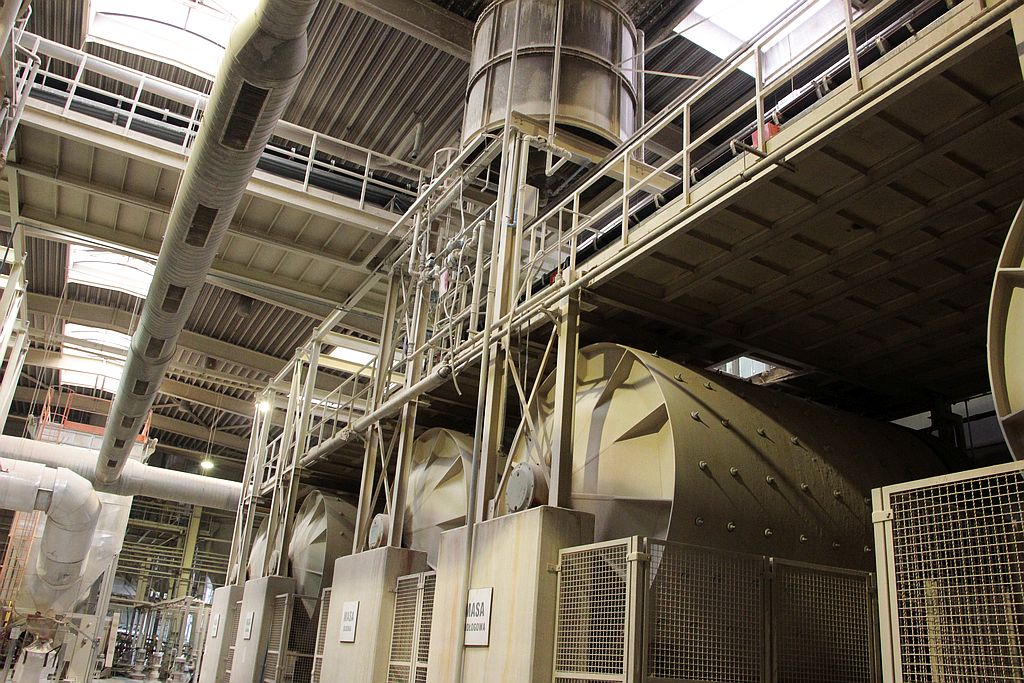
Tubądzin5-Ozorków
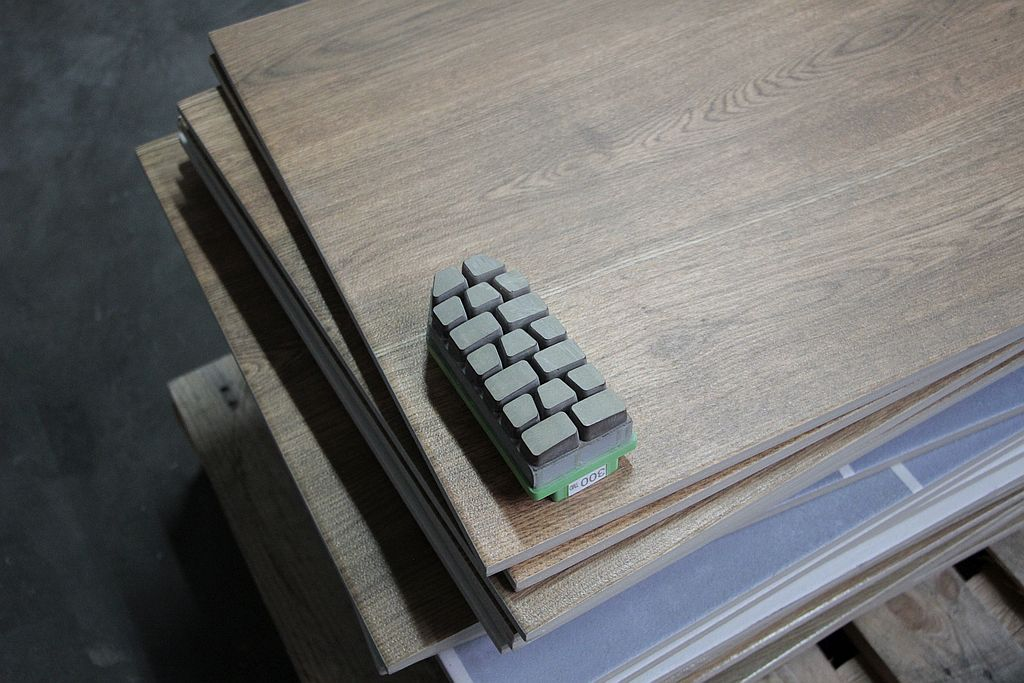
Tubądzin Ozorków 6
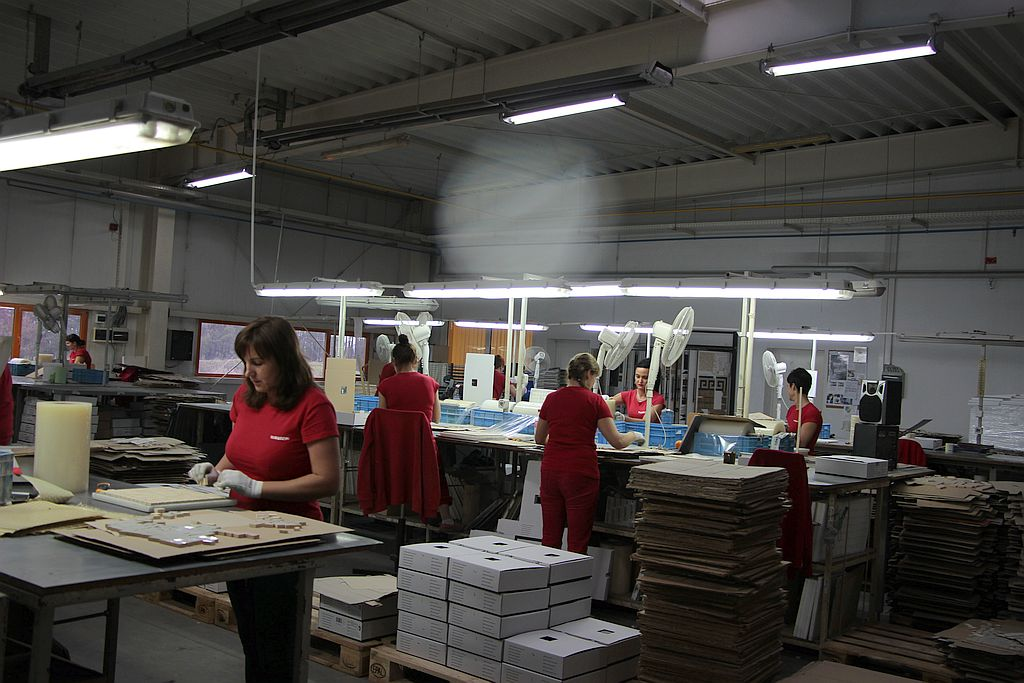
Tubądzin Ozorków 7
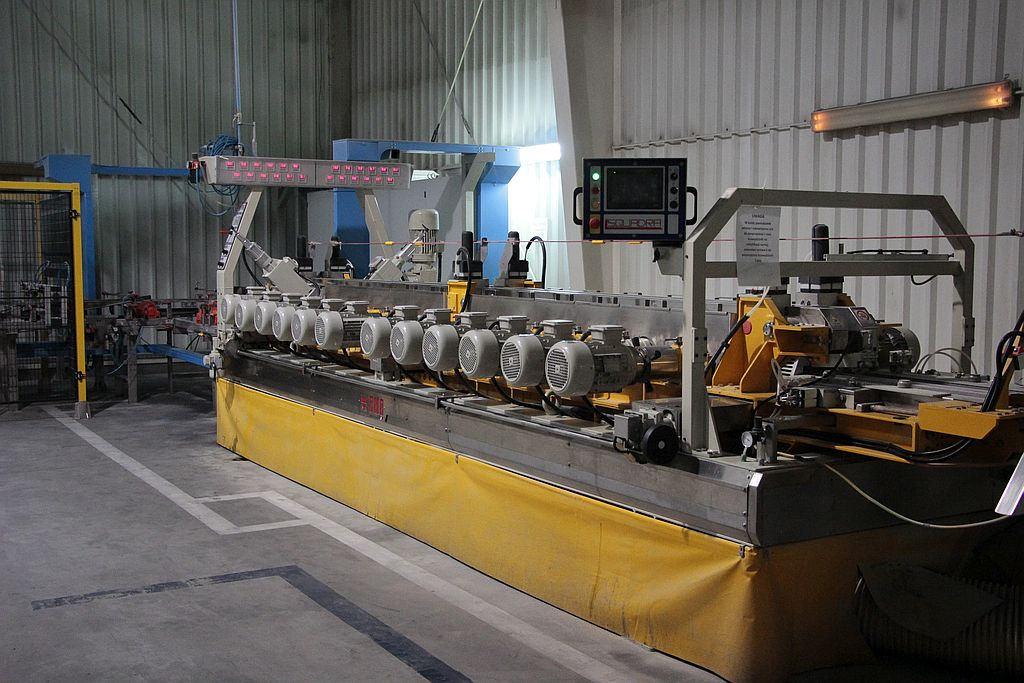
MTubądzin Ozorków 8
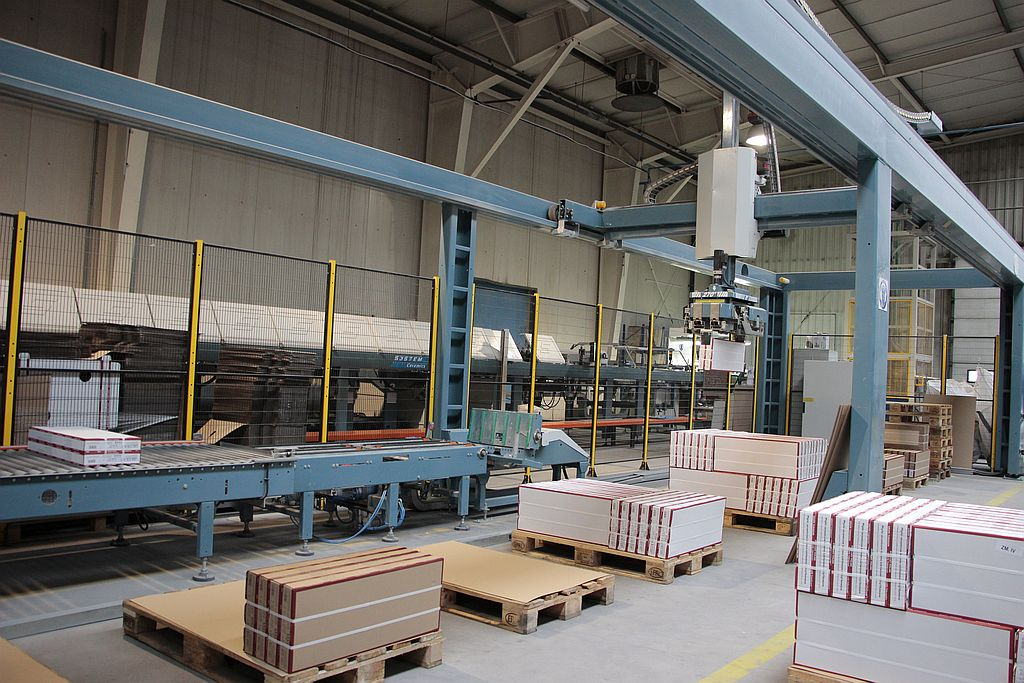
MTubądzin Ozorków 9
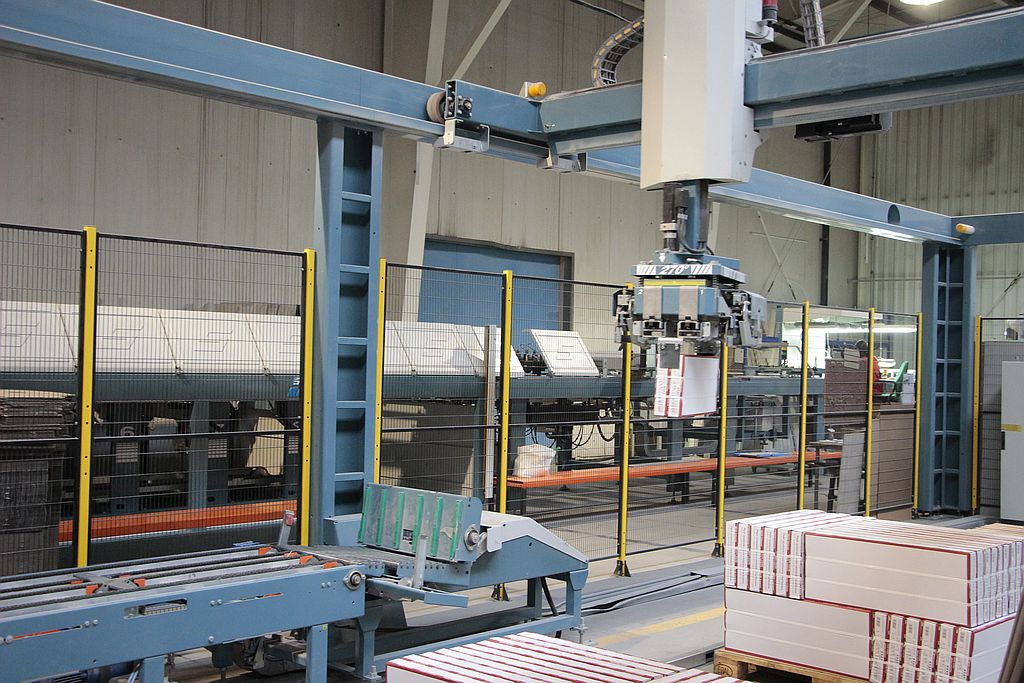
MTubądzin Ozorków 10
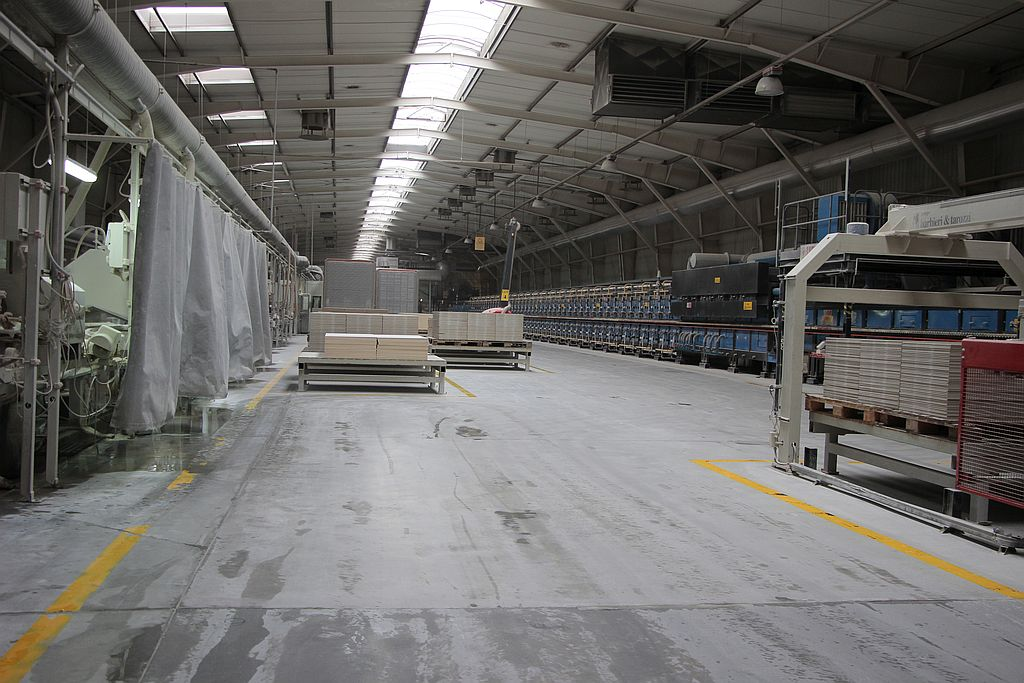
MTubądzin Ozorków 11
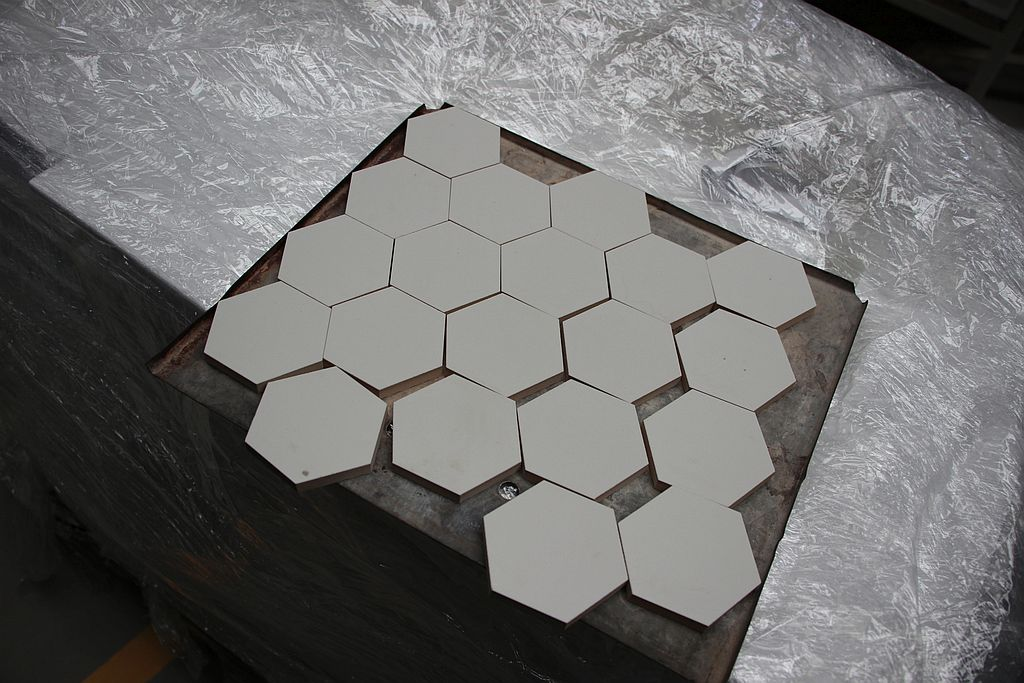
MTubądzin Ozorków 12
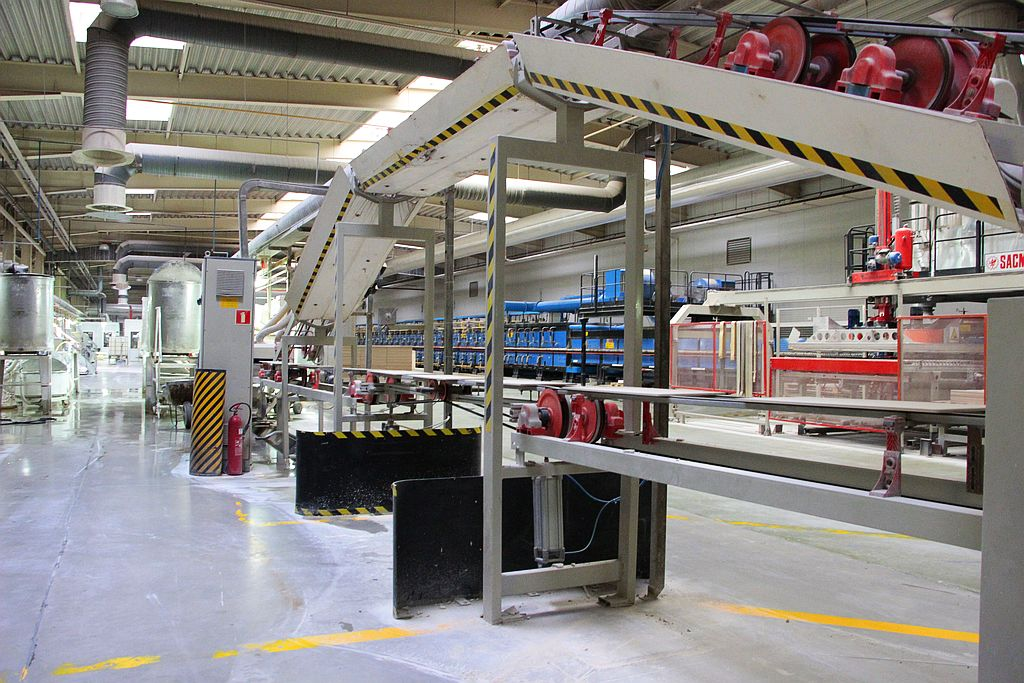
Tubądzin Ozorków 13
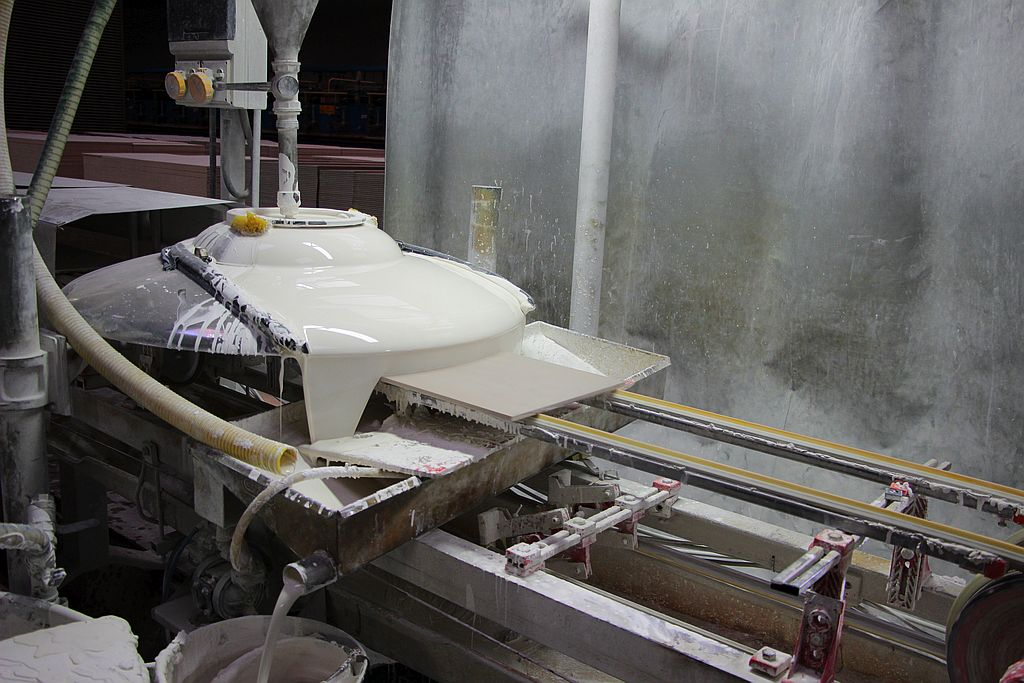
Tubądzin Ozorków 14
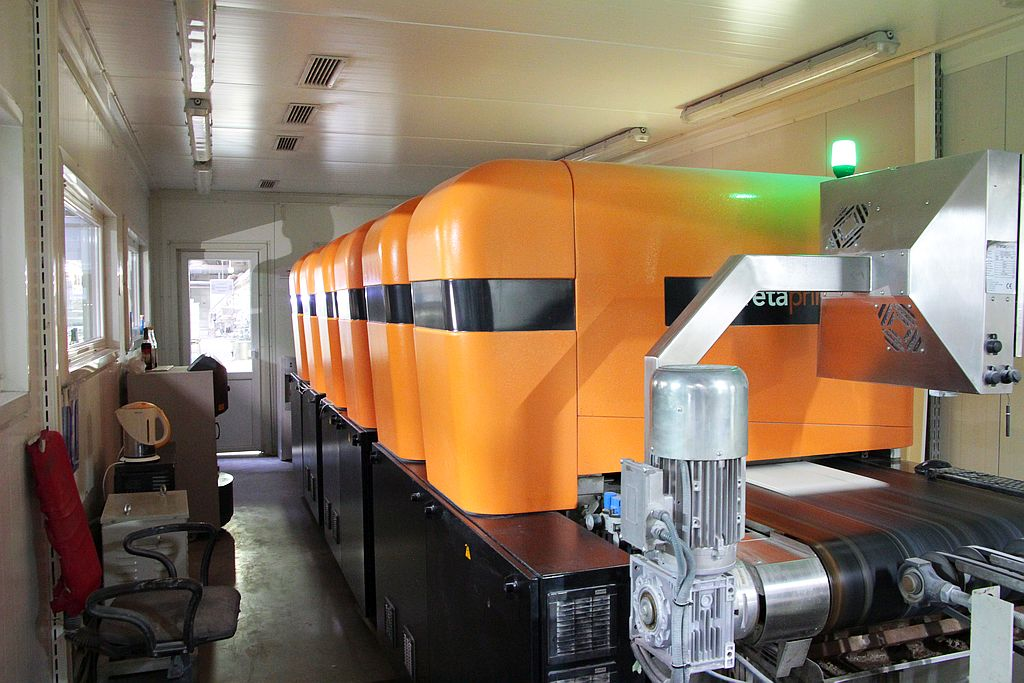
Tubądzin Ozorków 15
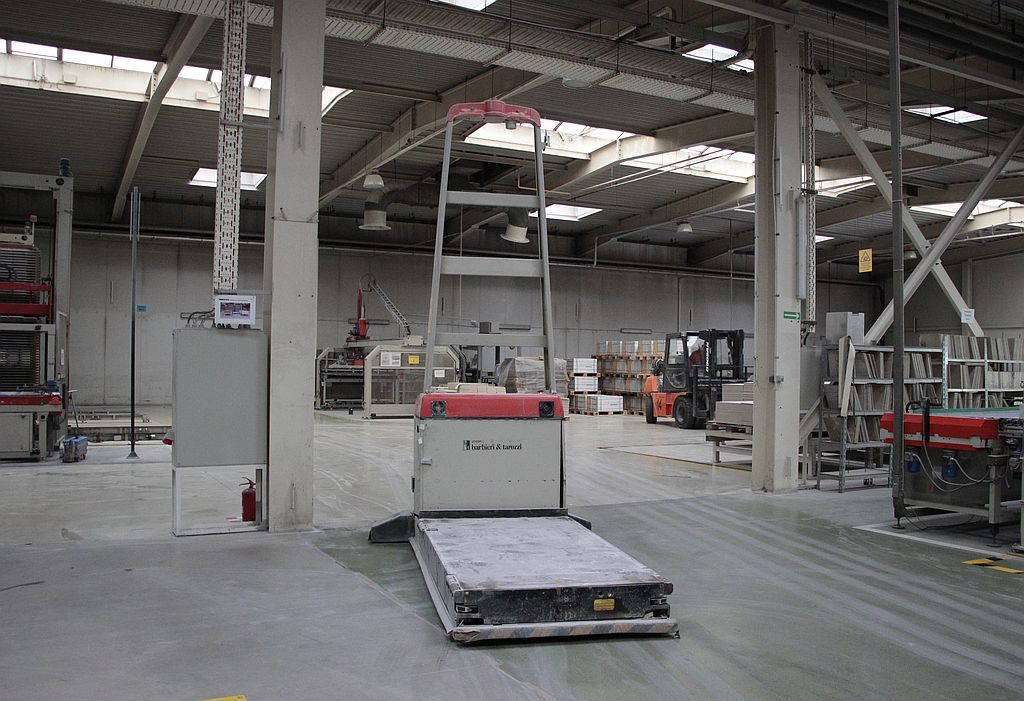
Tubądzin Ozorków 16
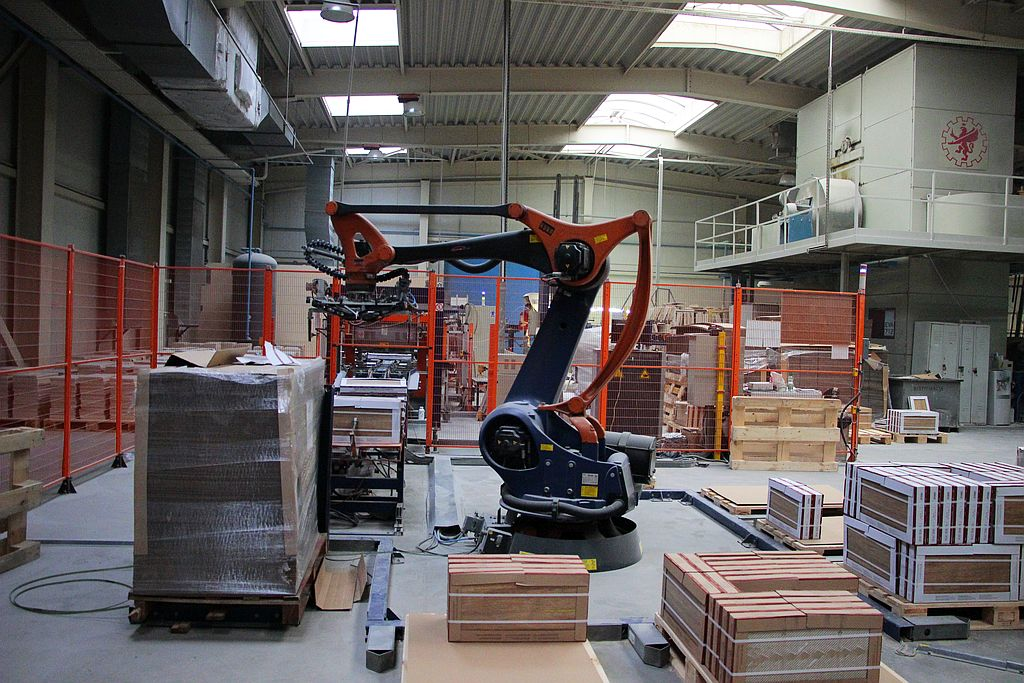
Tubądzin Ozorków 17
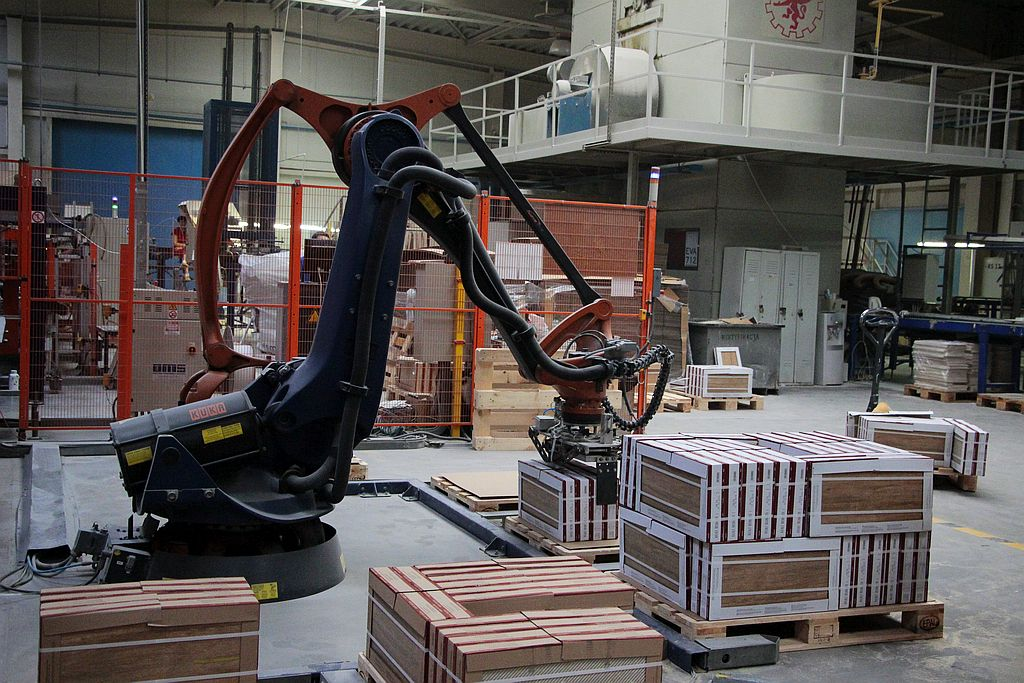
Tubądzin Ozorków 18